# Aplosonyx robinsoni
Aplosonyx robinsoni (лат.) — вид жуков-листоедов рода Aplosonyx из подсемейства козявки (Galerucinae, Chrysomelidae). Назван в честь коллектора типовой серии (H. C. Robinson). Распространен в Юго-Восточной Азии: Китай (Юньнань); Таиланд, Мьянма, Малайзия, Индонезия. Жуки средних размеров (длина тела около 10 мм). Этот вид можно отличить от других видов по жёлтому телу (голова, переднеспинка, скутеллюм, надкрылья), чёрным ногам и жёлтым усикам с двумя или тремя верхними антенномерами чёрного цвета. Щитик треугольный, мелко покрыт пунктировкой. Голова маленькая, лобные бугорки отчётливые, усики тонкие, доходят до середины каждого надкрылья, в целом три базальных антенномера блестящие, антенномер 2 самый короткий, антенномер 3 длиннее антенномера 2, антенномер 4 самый длинный и длиннее антенномеров 2 и 3 вместе взятых. Пронотум шире головы, почти в 2 раза шире её длины.